# Vlag van Eext

Vlag van Eext

De vlag van Eext is de dorpsvlag van het Nederlandse dorp Eext, in de Drentse gemeente Aa en Hunze. De vlag werd op 29 juli 1999 in gebruik genomen. De vlag toont een rood veld met twee groene banen en zeven gele ossenkoppen.
Anloo
· Annen
· Annerveenschekanaal
· Dalen
· De Groeve
· Een
· Eext
· Eexterveen
· Eexterveenschekanaal
· Elim
· Gasselternijveen
· Gasteren
· Gieten
· Gieterveen
· Grolloo
· Hollandscheveld
· Nieuw-Weerdinge
· Noordscheschut
· Schoonoord
· Tiendeveen
· Uffelte
· Wapse
· Witteveen
· Yde-De Punt
· Zorgvlied